# ديف لانجفان
ديف لانجفان (بالإنجليزية: Dave Langevin)‏ هو لاعب هوكي الجليد أمريكي، ولد في 15 مايو 1954 في سانت بول في الولايات المتحدة.

## وصلات خارجية
- ديف لانجفان على موقع دوري الهوكي الوطني (الإنجليزية)
- ديف لانجفان على موقع قاعة مشاهير الهوكي (لاعب أن.إتش.أل) (الإنجليزية)
- ديف لانجفان على موقع EliteProspects.com (الإنجليزية)
- ديف لانجفان على موقع HockeyDB.com (الإنجليزية)
- ديف لانجفان على موقع Hockey-Reference.com (الإنجليزية)